# تپه یوخاری قلعه۱
تپه یوخاری قلعه۱ مربوط به دوران‌های تاریخی پس از اسلام است و در شهرستان قزوین، بخش کوهین، روستای ساربانک واقع شده و این اثر در تاریخ ۲۵ اسفند ۱۳۸۰ با شمارهٔ ثبت ۵۵۹۴ به‌عنوان یکی از آثار ملی ایران به ثبت رسیده است.